# Liste der Monuments historiques in Broussey-Raulecourt
Die Liste der Monuments historiques in Broussey-Raulecourt führt die Monuments historiques in der französischen Gemeinde Broussey-Raulecourt auf.

## Liste der Objekte
| Bezeichnung       | Beschreibung                     | Standort                                    | Kennzeichnung | Schutzstatus | Datum | Bild |
| ----------------- | -------------------------------- | ------------------------------------------- | ------------- | ------------ | ----- | ---- |
| Expositionsnische | Holz, vergoldet, 18. Jahrhundert | Raulecourt, in der Kirche St-Clément (Lage) | PM55002223    | Inscrit      | 1996  |      |